# 60 mètres aux championnats du monde d'athlétisme en salle
Pour un article plus général, voir Championnats du monde d'athlétisme en salle.
Le 60 mètres fait partie des épreuves inscrites au programme des premiers championnats du monde d'athlétisme en salle, en 1985, à Paris. 
Avec deux médailles d'or remportées, le Canadien Bruny Surin ainsi que les Américains Justin Gatlin et Christian Coleman sont les athlètes masculins les plus titrés dans cette épreuve. L'Américaine Gail Devers, titrée à trois reprises, détient le record de victoires féminines. 
Les records des championnats du monde en salle sont actuellement détenus par l'Américain Christian Coleman, auteur de 6 s 37 en finale des Mondiaux 2018, et par Gail Devers qui établit le temps de 6 s 95 lors de l'édition 1993.

## Éditions
| Années | 87 | 89 | 91 | 93 | 95 | 97 | 99 | 01 | 03 | 04 | 06 | 08 | 10 | 12 | 14 | 16 | 18 | 22 | 24 | 25 | Total |
| ------ | -- | -- | -- | -- | -- | -- | -- | -- | -- | -- | -- | -- | -- | -- | -- | -- | -- | -- | -- | -- | ----- |
| Hommes | X  | X  | X  | X  | X  | X  | X  | X  | X  | X  | X  | X  | X  | X  | X  | X  | X  | X  | X  | X  | 20    |
| Femmes | X  | X  | X  | X  | X  | X  | X  | X  | X  | X  | X  | X  | X  | X  | X  | X  | X  | X  | X  | X  | 20    |

## Hommes

### Palmarès
| Édition | Or                          | Argent                                   | Bronze                      |
| ------- | --------------------------- | ---------------------------------------- | --------------------------- |
| 1985    | Ben Johnson 6 s 62          | Sam Graddy 6 s 63                        | Ronald Desruelles 6 s 68    |
| 1987    | Lee McRae 6 s 50            | Mark Witherspoon 6 s 54                  | Pierfrancesco Pavoni 6 s 59 |
| 1989    | Andrés Simón 6 s 52         | John Myles-Mills 6 s 59                  | Pierfrancesco Pavoni 6 s 61 |
| 1991    | Andre Cason 6 s 54          | Linford Christie 6 s 55                  | Chidi Imoh 6 s 60           |
| 1993    | Bruny Surin 6 s 50          | Frank Fredericks 6 s 51                  | Talal Mansour 6 s 57        |
| 1995    | Bruny Surin 6 s 46          | Darren Braithwaite 6 s 51                | Robert Esmie 6 s 55         |
| 1997    | Charalambos Papadias 6 s 50 | Michael Green 6 s 51                     | Davidson Ezinwa 6 s 52      |
| 1999    | Maurice Greene 6 s 42       | Tim Harden 6 s 43                        | Jason Gardener 6 s 46       |
| 2001    | Tim Harden 6 s 44           | Tim Montgomery 6 s 46                    | Mark Lewis-Francis 6 s 51   |
| 2003    | Justin Gatlin 6 s 46        | Kim Collins 6 s 53                       | Jason Gardener 6 s 55       |
| 2004    | Jason Gardener 6 s 49       | Shawn Crawford 6 s 52                    | Geórgios Theodorídis 6 s 54 |
| 2006    | Leonard Scott 6 s 50        | Andrey Yepishin 6 s 52                   | Terrence Trammell 6 s 54    |
| 2008    | Olusoji Fasuba 6 s 51       | Dwain Chambers 6 s 54 Kim Collins 6 s 54 | non attribuée               |
| 2010    | Dwain Chambers 6 s 48       | Mike Rodgers 6 s 53                      | Daniel Bailey 6 s 57        |
| 2012    | Justin Gatlin 6 s 46        | Nesta Carter 6 s 54                      | Dwain Chambers 6 s 60       |
| 2014    | Richard Kilty 6 s 49        | Marvin Bracy 6 s 51                      | Femi Ogunode 6 s 52         |
| 2016    | Trayvon Bromell 6 s 47      | Asafa Powell 6 s 50                      | Ramon Gittens 6 s 51        |
| 2018    | Christian Coleman 6 s 37    | Su Bingtian 6 s 42                       | Ronnie Baker 6 s 44         |
| 2022    | Marcell Jacobs 6 s 41       | Christian Coleman 6 s 41                 | Marvin Bracy 6 s 44         |
| 2024    | Christian Coleman 6 s 41    | Noah Lyles 6 s 44                        | Ackeem Blake 6 s 46         |
| 2025    | Jeremiah Azu 6 s 49         | Lachlan Kennedy 6 s 50                   | Akani Simbine 6 s 54        |

## Femmes

### Palmarès
| Édition | Or                             | Argent                    | Bronze                                    |
| ------- | ------------------------------ | ------------------------- | ----------------------------------------- |
| 1985    | Silke Gladisch 7 s 20          | Heather Oakes 7 s 21      | Christelle Bulteau 7 s 34                 |
| 1987    | Nelli Fiere-Cooman 7 s 08 (CR) | Anelia Nuneva 7 s 10      | Angela Bailey 7 s 12                      |
| 1989    | Nelli Fiere-Cooman 7 s 05 (CR) | Gwen Torrence 7 s 07      | Merlene Ottey 7 s 10                      |
| 1991    | Irina Sergeyeva 7 s 02 (CR)    | Merlene Ottey 7 s 08      | Liliana Allen 7 s 12                      |
| 1993    | Gail Devers 6 s 95 (CR)        | Irina Privalova 6 s 97    | Zhanna Tarnopolskaya 7 s 21               |
| 1995    | Merlene Ottey 6 s 97           | Melanie Paschke 7 s 10    | Carlette Guidry 7 s 11                    |
| 1997    | Gail Devers 7 s 06             | Chandra Sturrup 7 s 15    | Frédérique Bangué 7 s 17                  |
| 1999    | Ekateríni Thánou 6 s 96        | Gail Devers 7 s 02        | Philomena Mensah 7 s 07                   |
| 2001    | Chandra Sturrup 7 s 05         | Angela Williams 7 s 09    | Chryste Gaines 7 s 12                     |
| 2003    | Angela Williams 7 s 16         | Torri Edwards 7 s 17      | Merlene Ottey 7 s 20                      |
| 2004    | Gail Devers 7 s 08             | Kim Gevaert 7 s 12        | Yulia Nesterenko 7 s 12                   |
| 2006    | Me'Lisa Barber 7 s 01          | Lauryn Williams 7 s 01    | Kim Gevaert 7 s 11                        |
| 2008    | Angela Williams 7 s 06         | Jeanette Kwakye 7 s 08    | Tahesia Harrigan 7 s 09                   |
| 2010    | Veronica Campbell-Brown 7 s 00 | Carmelita Jeter 7 s 05    | Ruddy Zang-Milama Sheri-Ann Brooks 7 s 14 |
| 2012    | Veronica Campbell-Brown 7 s 01 | Murielle Ahouré 7 s 04    | Tianna Madison 7 s 09                     |
| 2014    | Shelly-Ann Fraser-Pryce 6 s 98 | Murielle Ahouré 7 s 01    | Tianna Bartoletta 7 s 06                  |
| 2016    | Barbara Pierre 7 s 02          | Dafne Schippers 7 s 04    | Elaine Thompson 7 s 06                    |
| 2018    | Murielle Ahouré 6 s 97         | Marie-Josée Ta Lou 7 s 05 | Mujinga Kambundji 7 s 05                  |
| 2022    | Mujinga Kambundji 6 s 96       | Mikiah Brisco 6 s 99      | Marybeth Sant-Price 7 s 04                |
| 2024    | Julien Alfred 6 s 98           | Ewa Swoboda 7 s 00        | Zaynab Dosso 7 s 05                       |